# Гилкс, Александр
Александр Марк Хеминг Гилкс (англ. Alexander Mark Heming Gilkes; род. 1979) — британский бизнесмен.
Является соучредителем Squared Circles, запущенного в 2020 году, и был соучредителем и президентом Paddle8 с 2011 по 2018 год, пока не ушёл в отставку, когда тот был продан The Native. Paddle8 — это онлайн-аукцион произведений искусства и предметов коллекционирования, описанный FT как «переосмысленное коллекционирование произведений искусства для цифровой эпохи».

## Биография
Алекс — сын Джереми Гилкса, дерматолога, родился и вырос в Лондоне. Он получил образование в Итонском колледже и Бристольском университете.
Гилкс живёт в Нью-Йорке с 2008 года. До основания Squared Circles в 2011 году он основал Paddle8, продажи которого в 2015 году составили более 140 миллионов долларов. До этого Гилкс работал аукционистом в Phillips de Pury Company и работал в LVMH. Гилкс ушёл с должности в Paddle8 в 2018 году и основал Squared Circles.
Гилкс выступал в качестве аукциониста на многих аукционах, включая Madonna’s Raising Malawi, Фонда Элтона Джона по борьбе со СПИДом и amFAR.
Гилкс был назван одним из самых креативных предпринимателей Fast Company в 2017 году, 100 самых влиятельных людей в мире искусства (Art + Auction) в 2014, 2015 и 2016 годах журналом Digital Maverick, одним из 40 самых важных людей младше 40 лет (Apollo), а также фигурировал в списках самых стильно одетых людей по версии Vanity Fair и GQ. Он входит в правление Нью-Йоркской академии искусств.

## Личная жизнь
Гилкс женился на американской кутюрье арабского происхождения Мише Нону в Венеции в июле 2012 года. В 2016 году было сообщено, что они расстались. Развод был оформлен летом 2017 года.
С 2018 года Гилкс состоит в отношениях с бывшей российской теннисисткой Марией Шараповой. Они объявили о своей помолвке 17 декабря 2020 года. 1 июля 2022 года Мария Шарапова родила от Александра Гилкса сына Теодора.